# ديفيد بيرجلاند
ديفيد بيرجلاند (بالإنجليزية: David Bergland)‏ هو سياسي أمريكي، ولد في 1935 في مابلتون في الولايات المتحدة. حزبياً، نشط في الحزب الليبرتاري الأمريكي.